# 赖一民
赖一民（1972年—），广西三江人，侗族，中华人民共和国政治人物、第十一届全国人民代表大会广西地区代表。
毕业于右江民族医学院临床医学专业。加入农工党。担任广西柳州市卫生学校附院（市肿瘤医院）麻醉科医师。2008年起担任全国人大代表。